# 塞拉圣阿邦迪奥
塞拉圣阿邦迪奥（義大利語：Serra Sant'Abbondio），是意大利佩薩羅和烏爾比諾省的一个市镇。总面积32.78平方公里，人口1115人，人口密度34.0人/平方公里（2008年）。ISTAT代码为041061。